# مايكل كيتس
مايكل كيتس (بالإنجليزية: Michael Cates)‏ (مواليد 5 مايو 1961) هو فيزيائي بريطاني. وهو أستاذ الرياضيات لوتشيان التاسع عشر في جامعة كامبريدج وقد شغل هذا المنصب منذ 1 يوليو 2015. وكان في السابق أستاذاً للفلسفة الطبيعية في جامعة أدنبره، وأقام اجتماع اساتذه لأبحاث المجتمع الملكي منذ عام 2007.
يركز عمله على نظرية المادة اللينة، مثل البوليمرات والغرويات والهلام والبلورات السائلة والمواد الحبيبية. يتمثل الهدف المتكرر من بحثه في إنشاء نموذج رياضي يتنبأ بالتوتر في مادة متدفقة كوظيفة لتاريخ تدفق تلك المادة. يسمى هذا النموذج الرياضي معادلة تأسيسية. وقد عمل على نظريات المادة النشطة، وخاصة المعلقات الكثيفة للجسيمات ذاتية الحركة التي يمكن أن تشمل البكتيريا المتحركة. وتشمل اهتماماته أيضًا نظريات ميدانية أساسية للأنظمة النشطة التي لا يوجد بها تناظر انعكاس زمني (التناظر T، وبشكل أكثر عمومية، تناظر سي بي تي). تتميز هذه النظريات بإنتاج الانتروبي غير المستقر.
في إدنبرة، كان كيتس المحقق الرئيسي لبرنامج منح إس بي آر سي، الذي تم منحه في عام 2011، بعنوان مبادئ التصميم للمواد الناعمة الجديدة. عند مغادرته إلى كامبريدج، تولى كيت مافي منصب الباحث الرئيسي. و مازال كيتس أستاذًا فخريًا في إدنبره.

## الحياه المبكره
ولد كيتس في 5 مايو 1961. قرأ العلوم الطبيعية وحصل على درجة الدكتوراه في كلية ترينيتي، كامبريدج في عام 1985، حيث درس مع سام إدواردز.

## المهنة الأكاديمية
كان كيتس زميلاً ومحاضراً في مختبر كافنديش بجامعة كامبريدج قبل أن ينتقل إلى إدنبره في عام 1995.

## التكريم
فاز كيتس بميدالية بنغام من الجمعية الأمريكية لعلم الريولوجيا في عام 2016. وقد سبق له أن فاز بجائزة فايسنبرغ 2013 للجمعية الأوروبية للطبولوجيا والميدالية الذهبية لعام 2009 للجمعية البريطانية لعلوم الري. حصل على جائزة ديراك لعام 2009 من معهد الفيزياء. فاز في عام 1991 وسام ماكسويل. وقد عمل كعضو منتخب في مجلس الجمعية الملكية، ويرأس اللجنة العلمية الدولية لـ إي إس بي سي إل باريس. كان زميلا فخريا في كلية ترينيتي، كامبريدج من عام 2013 حتى عام 2016، عندما أصبح بدلا من ذلك زميل أبحاث كبير.

## الأعمال
لدى مايكل كيتس أكثر من 300 منشور علمي مُحكم. مؤشره H هو 85.
تشمل المنشورات ذات الاستشهاد العالي ما يلي:
- احصائيات وديناميكية الدبابيس ذات النشاط السطحي الشبيه بالديدان، إم إي كيتس، إس جي كانديو، مجلة الفيزياء: المادة المكثفة 2، 6969-6892 (1990).
- اشتقاق البوليمرات الحية: ديناميكيات البوليمرات المتشابكة في وجود تفاعلات عكسية لسلسلة الانكسار، إم إي كيتس مكروموكليكيولز 20، 2289–2296 (1987).
- ريولوجيا المواد الزجاجية الناعمة، بي سولش، إف ليكويكس، بي هبرويد، إم إي كيتس، كتاب المراجعة المادية 78، 2020–2023 (1997).
- التشويش، وسلاسل القوة، والمواد الهشة، إم إي كيتس، جب بي ويتمر، جي بي بيشكود، بي كلودين، كتاب المراجعة المادية 81، 1841-1844(1998).
- حالات زجاجية متعددة في نظام نموذجي بسيط، كي إن فم إت أل، علوم 296، 104-106، (2002).
- التشويش الغرواني عند السطوح البينية: الطريق إلى المواد الهلامية ثنائية السوائل، كستروفورد وآخرون، العلوم 309، 2198-222 (2005).
- الميكانيكا الإحصائية للتفاعل بين البكتيريا ذات الجريان والركض، جي.تيلر وإم إي كيتس، كتاب المراجعة المادية 10, 218103 (2008).